# 全国労供事業労働組合連合会
全国労供事業労働組合連合会（ぜんこくろうきょうじぎょうろうどうくみあいれんごうかい、略称：労供労連（ろうきょうろうれん））は、労働者供給事業を行う労働組合で構成する産業別労働組合である。日本労働組合総連合会（連合）および全日本交通運輸産業労働組合協議会（交運労協）に加盟している。

## 概要
労働者供給事業は職業安定法により禁止されているが、同法は例外として厚生労働大臣の認可を受けた労働組合が労供事業を行うことを認めている。労供労連は、この労供事業を行う労働組合により組織され、日本労働組合総連合会（連合）に加盟している。2016年時点での組合員数は4,302人である。労供労連は、新産別に加盟していた新産別運転者労働組合（新運転）と、総評に加盟していた日本自動車運転士労働組合（自運労）が、両者の上部団体が解散し連合が発足すると、労供事業を行う労働組合の産別組織として発足させた。後に神奈川人材供給労働組合が加盟し、2016年時点でこの3組合が加盟している。

## 加盟組合
- 新産別運転者労働組合（新運転）
- 日本自動車運転士労働組合（自運労）
- 神奈川人材供給労働組合